# Дівкан
Дівкан (перс. ديوكن) — село в Ірані, у дегестані Салеган, у Центральному бахші, шагрестані Хомейн остану Марказі. За даними перепису 2006 року, його населення становило 74 особи, що проживали у складі 23 сімей.

## Клімат
Середня річна температура становить 13,36 °C, середня максимальна – 32,63 °C, а середня мінімальна – -9,13 °C. Середня річна кількість опадів – 216 мм.
| Клімат поселення                              | Клімат поселення | Клімат поселення | Клімат поселення | Клімат поселення | Клімат поселення | Клімат поселення | Клімат поселення | Клімат поселення | Клімат поселення | Клімат поселення | Клімат поселення | Клімат поселення | Клімат поселення |
| Показник                                      | Січ.             | Лют.             | Бер.             | Квіт.            | Трав.            | Черв.            | Лип.             | Серп.            | Вер.             | Жовт.            | Лист.            | Груд.            |                  |
| Середній максимум, °C                         | 10,03            | 11,92            | 17,26            | 21,86            | 25,56            | 30,42            | 32,63            | 31,96            | 28,12            | 22,47            | 16,46            | 10,12            |                  |
| Середня температура, °C                       | 0,46             | 2,34             | 7,68             | 12,27            | 15,98            | 20,84            | 25,79            | 25,11            | 21,29            | 15,62            | 9,63             | 3,28             |                  |
| Середній мінімум, °C                          | −9,13            | −7,23            | −1,89            | 2,70             | 6,40             | 11,26            | 18,96            | 18,28            | 14,45            | 8,79             | 2,78             | −3,56            |                  |
| Норма опадів, мм                              | 36               | 35               | 39               | 26               | 16               | 2                | 2                | 1                | 0                | 7                | 21               | 31               |                  |
| Середньомісячна швидкість вітру, м/с          | 1.68             | 2.07             | 3.19             | 3.07             | 2.74             | 2.50             | 2.52             | 2.32             | 2.21             | 2.26             | 1.92             | 1.90             |                  |
| Середньомісячна сонячна радіація, кДж/м²·день | 9634             | 12873            | 15365            | 18696            | 22615            | 26778            | 25687            | 24381            | 21425            | 16036            | 11355            | 9176             |                  |
| --------------------------------------------- | ---------------- | ---------------- | ---------------- | ---------------- | ---------------- | ---------------- | ---------------- | ---------------- | ---------------- | ---------------- | ---------------- | ---------------- | ---------------- |
| Джерело:                                      |                  |                  |                  |                  |                  |                  |                  |                  |                  |                  |                  |                  |                  |